# Danilo Riethmüller
Danilo Riethmüller (13 novembre 1999) è un biatleta tedesco.

## Biografia
Danilo Riethmüller, attivo dalla stagione 2016-2017, ai Mondiali juniores di Brezno-Osrblie 2017 ha vinto la medaglia di bronzo nella staffetta, a quelli di Brezno-Osrblie 2019 la medaglia d'argento nella staffetta e quella di bronzo nell'individuale e a quelli di Lenzerheide 2020 la medaglia d'oro nell'inseguimento e quella d'argento nella staffetta; in Coppa del Mondo ha esordito il 18 gennaio 2024 ad Anterselva in individuale (7º) e ha conquistato il primo podio il 22 dicembre dello stesso anno ad Annecy/Le Grand-Bornand in partenza in linea (2º). Ai Mondiali di Lenzerheide 2025, sua prima presenza iridata, ha vinto la medaglia di bronzo nella staffetta e si è classificato 40º nella sprint, 50º nell'inseguimento e 22º nell'individuale; non ha preso parte a rassegne olimpiche.

## Palmarès

### Mondiali
- 1 medaglia:
  - 1 bronzo (staffetta a Lenzerheide 2025)

### Mondiali juniores
- 5 medaglie:
  - 1 oro (inseguimento a Lenzerheide 2020)
  - 2 argenti (staffetta a Brezno-Osrblie 2019; staffetta a Lenzerheide 2020)
  - 2 bronzi (staffetta a Brezno-Osrblie 2017; individuale a Brezno-Osrblie 2019)

### Coppa del Mondo
- Miglior piazzamento in classifica generale: 37ª nel 2024
- 2 podi (1 individuale, 1 a squadre):
  - 1 secondo posto (individuale)
  - 1 terzo posto (a squadre)